# Österreich-Rundfahrt 2014
L'Österreich-Rundfahrt 2014, sessantaseiesima edizione della corsa, valido come evento dell'UCI Europe Tour 2014 categoria 2.HC, si svolse in otto tappe dal 6 al 13 luglio 2014 su un percorso totale di 1 216,7 chilometri. Fu vinto dal britannico Peter Kennaugh che si aggiudicò il primo posto anche nella classifica a punti.

## Tappe
| Tappa  | Data      | Percorso                                                  | km      | Vincitore di tappa | Leader cl. generale |
| ------ | --------- | --------------------------------------------------------- | ------- | ------------------ | ------------------- |
| 1ª     | 6 luglio  | Tulln an der Donau > Sonntagberg                          | 182     | Peter Kennaugh     | Peter Kennaugh      |
| 2ª     | 7 luglio  | Waidhofen an der Ybbs > Bad Ischl                         | 180,9   | Oscar Gatto        | Peter Kennaugh      |
| 3ª     | 8 luglio  | Bad Ischl > Kitzbüheler Horn                              | 206     | Dayer Quintana     | Peter Kennaugh      |
| 4ª     | 9 luglio  | Kitzbühel > Matrei in Osttirol                            | 171,9   | Oscar Gatto        | Peter Kennaugh      |
| 5ª     | 10 luglio | Matrei in Osttirol > Sankt Johann im Pongau               | 146,4   | Jesse Sergent      | Peter Kennaugh      |
| 6ª     | 11 luglio | Sankt Johann im Pongau > Villaco                          | 182,6   | Evgenij Petrov     | Peter Kennaugh      |
| 7ª     | 12 luglio | Podersdorf am See > Podersdorf am See (cron. individuale) | 24,1    | Kristof Vandewalle | Peter Kennaugh      |
| 8ª     | 13 luglio | Podersdorf am See > Vienna                                | 122,8   | Marco Haller       | Peter Kennaugh      |
| Totale | Totale    | Totale                                                    | 1 216,7 |                    |                     |

## Squadre e corridori partecipanti
| N.    | Cod. | Squadra             |
| ----- | ---- | ------------------- |
| 1-8   | TFR  | Trek Factory Racing |
| 11-18 | MOV  | Movistar Team       |
| 21-28 | TCS  | Tinkoff-Saxo        |
| 31-38 | KAT  | Katusha Team        |
| 41-48 | BMC  | BMC Racing Team     |
| 51-58 | SKY  | Team Sky            |
| 61-68 | GRS  | Garmin-Sharp        |
| 71-78 | AST  | Astana Pro Team     |
| 81-88 | LTB  | Lotto-Belisol       |
| 91-98 | CAN  | Cannondale          |

| N.      | Cod. | Squadra                    |
| ------- | ---- | -------------------------- |
| 101-108 | COF  | Cofidis, Solutions Credits |
| 111-118 | WGG  | Wanty-Groupe Gobert        |
| 121-128 | BAR  | Bardiani-CSF               |
| 131-138 | TIR  | Tirol Cycling Team         |
| 141-148 | RSW  | Gourmetfein Wels           |
| 151-158 | AMP  | Amplatz-BMC                |
| 161-168 | VBG  | Team Vorarlberg            |
| 171-178 | GWO  | Gebrüder Weiss-Oberndorfer |
| 181-188 | WSA  | WSA-Greenlife              |

## Dettagli delle tappe

### 1ª tappa
- 6 luglio: Tulln an der Donau > Sonntagberg – 182 km

Risultati
| Pos. | Corridore      | Squadra       | Tempo    |
| ---- | -------------- | ------------- | -------- |
| 1    | Peter Kennaugh | Team Sky      | 4h32'22" |
| 2    | Oliver Zaugg   | Tinkoff-Saxo  | a 11"    |
| 3    | Javier Moreno  | Movistar Team | a 18"    |

| Pos. | Corridore      | Squadra       | Tempo    |
| ---- | -------------- | ------------- | -------- |
| 1    | Peter Kennaugh | Team Sky      | 4h32'12" |
| 2    | Oliver Zaugg   | Tinkoff-Saxo  | a 15"    |
| 3    | Javier Moreno  | Movistar Team | a 24"    |

### 2ª tappa
- 7 luglio: Waidhofen an der Ybbs > Bad Ischl – 180,9 km

Risultati
| Pos. | Corridore        | Squadra       | Tempo    |
| ---- | ---------------- | ------------- | -------- |
| 1    | Oscar Gatto      | Cannondale    | 4h25'53" |
| 2    | Juan José Lobato | Movistar Team | s.t.     |
| 3    | Marco Haller     | Katusha Team  | s.t.     |

| Pos. | Corridore      | Squadra       | Tempo    |
| ---- | -------------- | ------------- | -------- |
| 1    | Peter Kennaugh | Team Sky      | 8h58'05" |
| 2    | Oliver Zaugg   | Tinkoff-Saxo  | a 15"    |
| 3    | Javier Moreno  | Movistar Team | a 24"    |

### 3ª tappa
- 8 luglio: Bad Ischl > Kitzbüheler Horn – 206 km

Risultati
| Pos. | Corridore      | Squadra       | Tempo    |
| ---- | -------------- | ------------- | -------- |
| 1    | Dayer Quintana | Movistar Team | 5h13'16" |
| 2    | Damiano Caruso | Cannondale    | a 54"    |
| 3    | Peter Kennaugh | Team Sky      | s.t.     |

| Pos. | Corridore      | Squadra       | Tempo     |
| ---- | -------------- | ------------- | --------- |
| 1    | Peter Kennaugh | Team Sky      | 14h12'11" |
| 2    | Damiano Caruso | Cannondale    | a 29"     |
| 3    | Javier Moreno  | Movistar Team | a 40"     |

### 4ª tappa
- 9 luglio: Kitzbühel > Matrei in Osttirol – 171,9 km

Risultati
| Pos. | Corridore        | Squadra       | Tempo    |
| ---- | ---------------- | ------------- | -------- |
| 1    | Oscar Gatto      | Cannondale    | 4h14'08" |
| 2    | Juan José Lobato | Movistar Team | s.t.     |
| 3    | Marco Haller     | Katusha Team  | s.t.     |

| Pos. | Corridore      | Squadra       | Tempo     |
| ---- | -------------- | ------------- | --------- |
| 1    | Peter Kennaugh | Team Sky      | 18h26'19" |
| 2    | Damiano Caruso | Cannondale    | a 29"     |
| 3    | Javier Moreno  | Movistar Team | a 40"     |

### 5ª tappa
- 10 luglio: Matrei in Osttirol > Sankt Johann im Pongau – 146,4 km

Risultati
| Pos. | Corridore      | Squadra      | Tempo    |
| ---- | -------------- | ------------ | -------- |
| 1    | Jesse Sergent  | Trek Factory | 3h57'04" |
| 2    | Yoann Bagot    | Cofidis      | a 49"    |
| 3    | Patrick Konrad | Gourmetfein  | a 57"    |

| Pos. | Corridore      | Squadra       | Tempo     |
| ---- | -------------- | ------------- | --------- |
| 1    | Peter Kennaugh | Team Sky      | 22h24'20" |
| 2    | Damiano Caruso | Cannondale    | a 29"     |
| 3    | Javier Moreno  | Movistar Team | a 40"     |

### 6ª tappa
- 11 luglio: Sankt Johann im Pongau > Villaco – 182,6 km

Risultati
| Pos. | Corridore      | Squadra       | Tempo    |
| ---- | -------------- | ------------- | -------- |
| 1    | Evgenij Petrov | Katusha Team  | 4h48'37" |
| 2    | Dayer Quintana | Movistar Team | a 24"    |
| 3    | Peter Kennaugh | Team Sky      | a 26"    |

| Pos. | Corridore      | Squadra       | Tempo     |
| ---- | -------------- | ------------- | --------- |
| 1    | Peter Kennaugh | Team Sky      | 27h13'19" |
| 2    | Javier Moreno  | Movistar Team | a 1'02"   |
| 3    | Oliver Zaugg   | Tinkoff-Saxo  | a 1'17"   |

### 7ª tappa
- 12 luglio: Podersdorf am See > Podersdorf am See –  Cronometro individuale – 24,1 km

Risultati
| Pos. | Corridore          | Squadra      | Tempo  |
| ---- | ------------------ | ------------ | ------ |
| 1    | Kristof Vandewalle | Trek Factory | 27'50" |
| 2    | Jesse Sergent      | Trek Factory | a 16"  |
| 3    | Manuel Quinziato   | BMC Racing   | a 19"  |

| Pos. | Corridore      | Squadra       | Tempo     |
| ---- | -------------- | ------------- | --------- |
| 1    | Peter Kennaugh | Team Sky      | 27h42'32" |
| 2    | Javier Moreno  | Movistar Team | a 1'03"   |
| 3    | Damiano Caruso | Cannondale    | a 1'42"   |

### 8ª tappa
- 13 luglio: Podersdorf am See > Vienna – 122,8 km

Risultati
| Pos. | Corridore        | Squadra      | Tempo    |
| ---- | ---------------- | ------------ | -------- |
| 1    | Marco Haller     | Katusha Team | 2h03'08" |
| 2    | Jacopo Guarnieri | Astana       | s.t.     |
| 3    | Raymond Kreder   | Garmin-Sharp | s.t      |

| Pos. | Corridore      | Squadra       | Tempo     |
| ---- | -------------- | ------------- | --------- |
| 1    | Peter Kennaugh | Team Sky      | 29h45'40" |
| 2    | Javier Moreno  | Movistar Team | a 1'03"   |
| 3    | Damiano Caruso | Cannondale    | a 1'42"   |

## Evoluzione delle classifiche
| Tappa              | Vincitore          | Classifica generale | Classifica a punti | Classifica scalatori | Classifica giovani | Classifica a squadre Numero giallo |
| ------------------ | ------------------ | ------------------- | ------------------ | -------------------- | ------------------ | ---------------------------------- |
| 1ª                 | Peter Kennaugh     | Peter Kennaugh      | Peter Kennaugh     | Maxim Belkov         | Patrick Konrad     | Gourmetfein-Simplon                |
| 2ª                 | Oscar Gatto        | Peter Kennaugh      | Peter Kennaugh     | Maxim Belkov         | Patrick Konrad     | Gourmetfein-Simplon                |
| 3ª                 | Dayer Quintana     | Peter Kennaugh      | Peter Kennaugh     | Maxim Belkov         | Patrick Konrad     | Movistar Team                      |
| 4ª                 | Oscar Gatto        | Peter Kennaugh      | Oscar Gatto        | Maxim Belkov         | Patrick Konrad     | Movistar Team                      |
| 5ª                 | Jesse Sergent      | Peter Kennaugh      | Peter Kennaugh     | Maxim Belkov         | Patrick Konrad     | Movistar Team                      |
| 6ª                 | Evgenij Petrov     | Peter Kennaugh      | Peter Kennaugh     | Maxim Belkov         | Patrick Konrad     | Movistar Team                      |
| 7ª                 | Kristof Vandewalle | Peter Kennaugh      | Peter Kennaugh     | Maxim Belkov         | Patrick Konrad     | Movistar Team                      |
| 8ª                 | Marco Haller       | Peter Kennaugh      | Peter Kennaugh     | Maxim Belkov         | Patrick Konrad     | Movistar Team                      |
| Classifiche finali | Classifiche finali | Peter Kennaugh      | Peter Kennaugh     | Maxim Belkov         | Patrick Konrad     | Movistar Team                      |

## Classifiche finali

### Classifica generale
| Pos. | Corridore      | Squadra       | Tempo     |
| ---- | -------------- | ------------- | --------- |
| 1    | Peter Kennaugh | Team Sky      | 29h45'40" |
| 2    | Javier Moreno  | Movistar Team | a 1'03"   |
| 3    | Damiano Caruso | Cannondale    | a 1'42"   |
| 4    | Patrick Konrad | Gourmetfein   | a 2'50"   |
| 5    | Riccardo Zoidl | Trek Factory  | a 2'52"   |
| 6    | Jérôme Coppel  | Cofidis       | a 3'03"   |
| 7    | Oliver Zaugg   | Tinkoff-Saxo  | a 3'07"   |
| 8    | Jure Golčer    | Gourmetfein   | a 3'47"   |
| 9    | Dayer Quintana | Movistar Team | a 4'14"   |
| 10   | Thomas Degand  | Wanty-Gobert  | a 4'15"   |

### Classifica a punti
| Pos. | Corridore      | Squadra       | Punti |
| ---- | -------------- | ------------- | ----- |
| 1    | Peter Kennaugh | Team Sky      | 42    |
| 2    | Damiano Caruso | Cannondale    | 39    |
| 3    | Marco Haller   | Katusha Team  | 35    |
| 4    | Oscar Gatto    | Cannondale    | 30    |
| 5    | Javier Moreno  | Movistar Team | 30    |

### Classifica scalatori
| Pos. | Corridore          | Squadra       | Punti |
| ---- | ------------------ | ------------- | ----- |
| 1    | Maxim Belkov       | Katusha       | 37    |
| 2    | Dayer Quintana     | Movistar Team | 23    |
| 3    | Peter Kennaugh     | Team Sky      | 22    |
| 4    | Marco Canola       | Bardiani-CSF  | 20    |
| 5    | Clemens Fankhauser | Tirol CT      | 20    |

### Classifica giovani
| Pos. | Corridore         | Squadra       | Tempo     |
| ---- | ----------------- | ------------- | --------- |
| 1    | Patrick Konrad    | Gourmetfein   | 29h48'30" |
| 2    | Dayer Quintana    | Movistar Team | a 1'24"   |
| 3    | Bob Jungels       | Trek Factory  | a 4'16"   |
| 4    | Frederik Backaert | Wanty-Gobert  | a 9'03"   |
| 5    | Larry Warbasse    | BMC Racing    | a 12'09"  |

### Classifica a squadre
| Pos. | Squadra             | Tempo     |
| ---- | ------------------- | --------- |
| 1    | Movistar Team       | 89h23'03" |
| 2    | Tinkoff-Saxo        | a 5'50"   |
| 3    | Gourmetfein-Simplon | a 7'17"   |
| 4    | Cofidis             | a 8'39"   |
| 5    | Wanty-Gobert        | a 18'21"  |